# Покровск (станция, Украина)
Покро́вск (укр. Покровськ) — узловая железнодорожная станция Донецкой железной дороги. Находится в городе Покровск Донецкой области.
Расположена на двухпутном направлении Киев—Смела—Александрия—Пятихатки—Днепр—Ясиноватая. Электрифицирована постоянным током. Также от станции отходит электрифицированная однопутная линия на Павлоград, относящаяся к Приднепровской железной дороге. С севера подходит тепловозная линия от станции Дубово (участок Лозовая—Славянск), южнее начинается однопутка в сторону Курахово и Донецка.

## История
- 1880 г. — начало строительства станции и пристанционного посёлка Гришино в связи со строительством Екатерининской железной дороги .
- 1881 г. — построено паровозное депо на четыре стойла (паровозы 4Н, Од, Ов, Щ) с оборотным депо в Авдеевке.
- 1883 г. — появился железнодорожный вокзал.
- 1884 г. — вступление в строй Екатерининской железной дороги «Долинская — Ясиноватая» с наибольшим грузопотоком среди железных дорог Российской империи.
- 1913 г. — дано разрешение на строительство подъездных путей, техотдел службы пути составил проектную документацию по строительству линий Рутченково — Гришино, Гришино — Лозовая и связанных с ними подъездных путей.
- 1914 г. — начал работать подъездной путь Гришино — Новоэкономический рудник.
- 1915 г. — закончена основная работа по строительству линий Гришино — Доброполье и Гришино — Рутченково.
- 1916 г. — официальное открытие линии Гришино — Доброполье
- 1917 г. — по частям открыта линия Гришино — Рутченково. Открыт подъездной путь Чунишино — Сазоново.
- 1918 г. — ноябрь, открыт подъездной путь Цукуриха — Кохановка (с. Ильинка).
- 1916—1918 гг. — строился участок от Гришино до Павлограда хода Гришино — Ровно, но из-за Гражданской войны и разрухи строительство железных дорог было остановлено.
- 1935 г. — на базе паровозного депо образовано вагонное депо ст. Постышево.
- 1936 г. — Достроена первая очередь линии Постышево — Ровно от Постышево до Новомосковска. Начало соревнований машинистов по увеличению скорости движения тяжелых грузовых составов.
- 1941—1945 — Великая Отечественная война. Железнодорожный узел серьёзно пострадал, некоторые линии были разобраны.
- 1950-е гг. — начало восстановление подъездных путей.
- 1957 г. — восстановлен участок Красноармейское — Новомосковск.
- 1954 г. — построен (частично восстановлен) подъездной путь Мерцалово — Легендарная — Дружная (гидрошахта «Пионер»).
- 1960 г. — восстановлена связка Мерцалово — Дубово.
- 1960—1962 гг. — Донецкая железная дорога принимает от треста «Красноармейскуголь» паровозное депо и 122 км подъездных путей.
- 1962 г. — создан куст под оперативным управлением узлового диспетчера для согласования погрузки на подъездных путях с работой линий общего пользования. В него включены станции Красноармейское, Родинское, Мерцалово, Доброполье. Пассажирские поезда на участке Мерцалово — Дубово.
- 1959 г. — электрифицирована линия Чаплино — Ясиноватая. Начинает создаваться скоростное грузовое направление Донбасс — Приднепровье — Львов — Чоп.
- 1980-е гг. — локомотивное и вагонное депо осваивали передовые технологии ремонта полувагонов (до 16 тыс. в год), сварки моноблоков в среде аргона, ремонта фильтров.
- 2000-е — направление Красноармейск — Лозовая признано стратегически неперспективным[1].

## Пассажирские перевозки

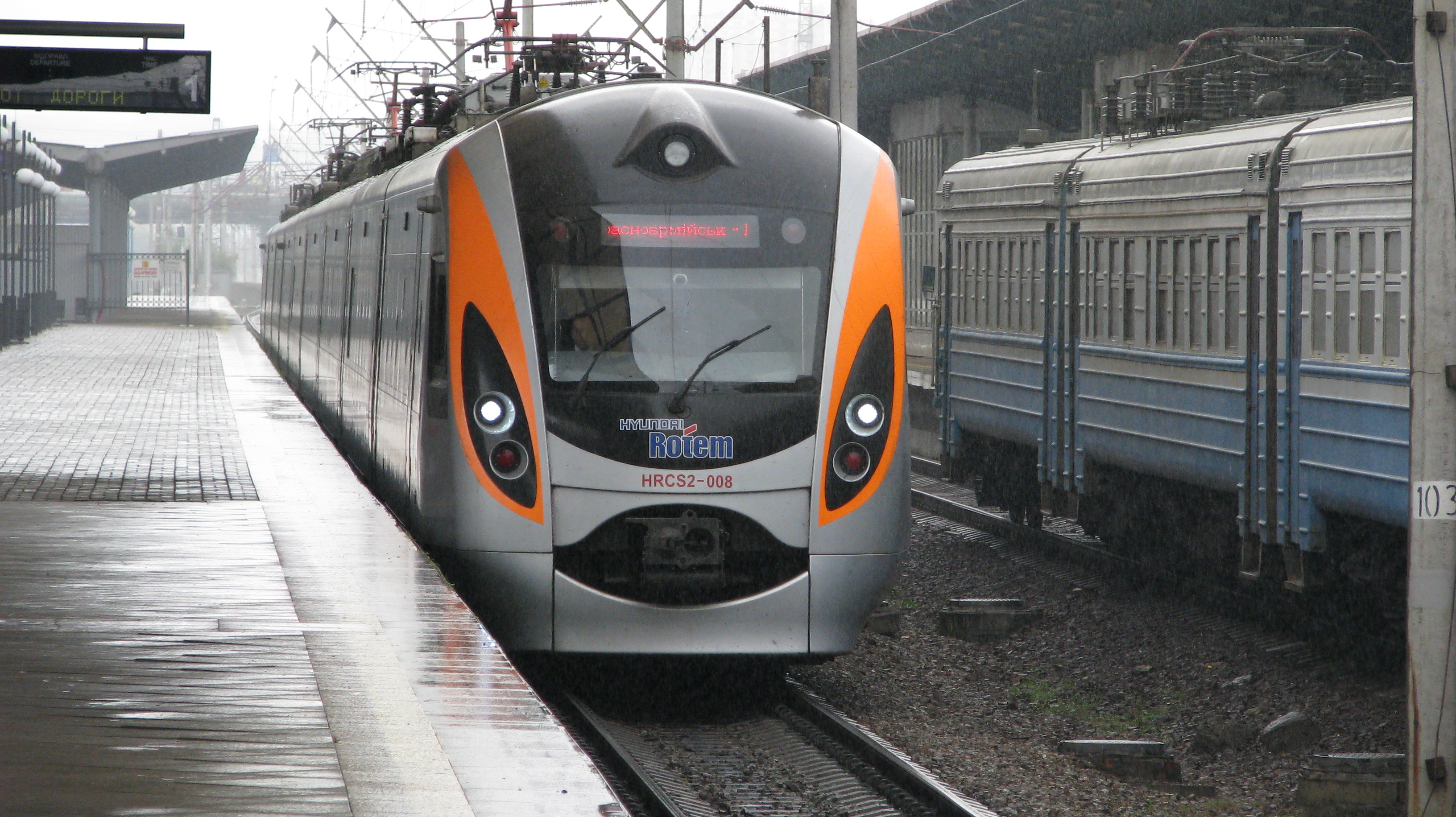
Скоростной электропоезд HRCS2
Киев — Покровск

На Чаплино — 4 электрички («волна» на г. Днепр, Запорожье, Одессу).
На Павлоград — с 2007 года отменён ежедневный ускоренный электропоезд г. Днепропетровск — Ясиноватая — г. Днепропетровск.
На Дубово — с 2007 года пассажирского движения нет, но есть путеремонтный поезд (проезд пассажиров невозможен), курсирующий раз в неделю.
На Харьков — с 1990 г. прямых поездов нет.
Летом 2014 года из-за боевых действий в Донецкой области движение пассажирских поездов через Покровск было остановлено.
С ноября 2014 года Укрзализныця продлила поезд Intercity+ 734/733 «Киев — Днепропетровск» до станции Покровск и на данный момент в расписании есть только единственный поезд дальнего следования № 734/733 «Киев — Покровск — Киев».
График движения поездов и возможные изменения в расписании необходимо уточнять на сайте Укрзалізниці.

## Дальнее следование по станции до лета 2014 года
Летом 2014 года, из-за боевых действий в Донецкой области, движение пассажирских поездов через станцию Покровск было остановлено.
До боевых действий в Донбассе через станцию Покровск следовали такие поезда дальнего сообщения:
| № поезда              | Маршрут движения         | № поезда              | Маршрут движения         |
| --------------------- | ------------------------ | --------------------- | ------------------------ |
| 9 «Роза Донбасса»     | Донецк — Москва          | 10 «Роза Донбасса»    | Москва — Донецк          |
| 19 «Лугань»           | Луганск — Киев           | 20 «Лугань»           | Киев — Луганск           |
| 37 «Донбасс»          | Донецк — Киев            | 38 «Донбасс»          | Киев — Донецк            |
| 47 «Горняк»           | Донецк — Севастополь     | 48 «Горняк»           | Севастополь — Донецк     |
| 69                    | Мариуполь — Львов        | 70                    | Львов — Мариуполь        |
| 77                    | Мариуполь — Москва       | 78                    | Москва — Мариуполь       |
| 83 «Азов»             | Мариуполь — Киев         | 84 «Азов»             | Киев — Мариуполь         |
| 91                    | Луганск — Одесса         | 92                    | Одесса — Луганск         |
| 125 «Молодая Гвардия» | Луганск — Киев           | 126 «Молодая Гвардия» | Киев — Луганск           |
| 133                   | Луганск — Киев           | 134                   | Киев — Луганск           |
| 143                   | Донецк — Санкт-Петербург | 144                   | Санкт-Петербург — Донецк |
| 321                   | Мариуполь — Харьков      | 322                   | Харьков — Мариуполь      |
| 363                   | Ясиноватая — Умань       | 364                   | Умань — Ясиноватая       |
| 383                   | Мариуполь — Барановичи   | 384                   | Барановичи — Мариуполь   |
| 763                   | Донецк — Днепропетровск  | 764                   | Днепропетровск — Донецк  |
| 765                   | Донецк —Днепропетровск   | 766                   | Днепропетровск — Донецк  |
| 787                   | Луганск — Харьков        | 788                   | Харьков — Луганск        |